# Atom (XML-format)
Atom är ett XML-baserat format för syndikering av information, samt ett HTTP-baserat protokoll för att redigera informationsresurser. I dagsläget används Atom bl.a. för att publicera artiklar från bloggar och andra nyhetskällor.
Atom skapades främst för att sammanställa fördelarna i de olika RSS-formaten i ett nytt format och kunna lägga till nya element. Den grupp som samlades och utvecklade formatet var till största delen bloggare, så många av Atom-formatets egenskaper har skapats med särskild anpassning till bloggens och nyhetssidornas behov. 
2004 fördes diskussioner om att ansluta Atom-formatet till något av standardiseringsorganen W3C eller IETF. Atomstandarden är publicerad i RFC 4287, och Publishing Protocol i RFC 5023.

## Exempel på Atom
```
 
<?xml version="1.0" encoding="utf-8"?>

 
<feed
 
xmlns=
"http://www.w3.org/2005/Atom"
 
xml:lang=
"sv"
>

   
<title
 
type=
"text"
>
''Bloggnamn''
</title>

   
<subtitle
 
type=
"text"
>
''Underrubrik''
</subtitle>

   
<id>
http://vadsomhelst.se
</id>

   
<link
 
rel=
"alternate"
 
type=
"text/html"
 
href=
"http://vadsomhelst.se"
/>

   
<link
 
rel=
"self"
 
type=
"application/atom+xml"
 
href=
"http://vadsomhelst.se/atom.feed"
/>

   
<updated>
2005-09-23T14:42:22Z
</updated>

   
<rights>
Copyright
 
2005
</rights>

   
<entry>

     
<title
 
type=
"text"
>
''Titel
 
på
 
inlägg''
</title>

     
<link
 
rel=
"alternate"
 
href=
"http://vadsomhelst.se/2005/09/23/atom-exempel"
/>

     
<id>
http://vadsomhelst.se/2005/09/23/atom-exempel
</id>

     
<author>

       
<name>
''Namn
 
på
 
författaren''
</name>

       
<email>
''mejladress@vadsomhelst.se''
</email>

     
</author>

     
<published>
2005-09-23T14:29:08Z
</published>

     
<updated>
2005-09-23T14:42:22Z
</updated>

     
<summary
 
type=
"xhtml"
>
''Sammanfattning
 
av
 
inlägget''
</summary>

     
<content
 
type=
"xhtml"
>

       
<div
 
xmlns=
"http://www.w3.org/1999/xhtml"
>
''Fulltextvariant
 
på
 
inlägget''
</div>

     
</content>

   
</entry>

 
</feed>

```